# Erzjanie
Erzjanie (erzja эрзят; ros. эрзяне, эрзя) – grupa etniczna wśród Mordwinów, zamieszkująca wschód Mordowii. Posługują się językiem erzja z grupy wołżańskiej języków ugrofińskich.